# Rodriguezia obtusifolia
Rodriguezia obtusifolia  (лат.) — вид однодольных растений рода Родригезия (Rodriguezia) семейства Орхидные (Orchidaceae). Под текущим таксономическим именем растение описано в 1852 году немецким ботаником Генрихом Густавом Райхенбахом.

## Распространение, описание
Эндемик Бразилии, распространённый в штатах Эспириту-Санту, Рио-де-Жанейро и Сан-Паулу.
Небольшое эпифитное растение с длинным стеблем. Псевдобульба гладкая. Цветёт весной. Соцветие кистевидное, несёт несколько цветков размером до 5 см.

## Синонимика
Синонимичное название (базионим) — Burlingtonia obtusifolia Lindl., 1840.